# Tamara Antonović
Tamara Antonović (Beograd, 1991) srpski je dokumentarni, filmski i pozorišni fotograf.

## Biografija
Rođena je 4. jula 1991. godine u Beogradu. Diplomirala je na Akademiji umetnosti u Beogradu, 2017. godine, na smeru fotografija, sa ocenom deset, temom „Contra Punctum”, kod mentora profesora dr Milana Radovanovića. Proglašena je studentom generacije za 2014/15. godinu. Tokom studija započinje sa radnim iskustvom kao modni fotograf na Belgrade Fashion Week-u i ostvaruje saradnju sa modnim dizajnerima, među kojima su Bata Spasojević, Tamara Pavićević, Stevan Sinđelić i radila modne editorijale za njihove kolekcije.
U periodu od 2013 do 2017. godine ostvarila je saradnju sa muzičkom grupom „SevdahBaby & Djixx”. Bila je zvanični fotograf na pripremama za Miss Srbije za 2014. godinu u Porto Carras-u, Grčka.
Fotografišući ispitne predstave studenata glume Akademije umetnosti, počinje da se bavi pozorišnom fotografijom. Sa Bitef festivalom počinje saradnju 2015. godine. Prvi profesionalni angažman u pozorištu dobija u Bitef teatru radeći na predstavi „Leni” rediteljke Tatjane Mandić Rigonat.
Tokom studiranja radila je na mnogim studentskim filmovima, a prvi dugometražni film u kom je učestvovala kao fotograf na setu bio je „Pored mene” reditelja Stevana Filipovića.
Na 15. Međunarodnom trijenalu „Pozorište u fotografskoj umetnosti” dodeljena joj diploma Sterijinog pozorja za pozorišnu fotografiju 2017. godine.
Kao član Beogradske umetničke radionice BURA redovno učestvuje u njihovim aktivnostima od 2009. godine.

## Radno iskustvo

### Pozorište
- 2017. Novo doba, reditelj Dino Mustafić, Bitef teatar
- 2016. Pijani, reditelj Boris Liješević, Atelje 212
- 2016. Ivanov, rediteljka Tatjana Mandić Rigonat, Narodno pozorište, Beograd
- 2016. Ko još jede hleb uz supu, rediteljka Tara Manić, UK Vuk, Beograd
- 2015. Julije Cezar, reditelj Kokan Mladenović, Zvezdara teatar
- 2015. Leni, rediteljka Tatjana Mandić Rigonat, Bitef teatar
- 2014. Solunci govore, rediteljka Cisana Murusidže, Narodno pozorište, Beograd

## Dugometražni filmovi
- 2018. Pored mene mjuzikl, reditelj Stevan Filipović
- 2017. Reži, reditelj Kosta Đorđević
- 2017. Zlogonje, reditelj Raško Miljković
- 2015. Povratak, reditelj Predrag Jakšić
- 2013. Pored mene, reditelj Stevan Filipović

## Samostalne izložbe
- 2016. Čekanje, kafić Dvorištance, Beograd
- 2013. , Klub Laika, Beograd

## Grupne izložbe
- 2019.

Snaga, Papergirl galerija, Beograd
- 2018.

Buđenje promena/Inicijacij, Paviljon Cvijeta Zuzorić
- 2017.

Godišnja izložba fotografija Akademije umetnosti, Narodno pozorište, Beograd
Pozorište u fotografskoj umetnosti, Sterijino pozorje, Srpsko Narodno pozorište, Novi Sad
Portraits in B&W, Blank Wall gallery, Atina, Grčka
- 2016.

Art finale, Akademija umetnosti, Kuća kralja Petra
- 2015.

Godišnja izložba fotografija Akademije umetnosti, Narodni muzej, Pančevo
Art finale, Akademija umetnosti, Beograd
Godišnja izložba fotografija, Narodno pozorište, Beograd
Nove slike Beograda / II deo, UK Vuk, Beograd
- 2014.

Art finale, Akademija umetnosti, Beograd
Nove slike Beograda, Kalemegdan
, Hotel Park, Novi Sad
Okruglo pa na ćoše, BURA, „Jevremova ulica susreta”, Beograd
- 2013.

Otvorena vrata, Akademija umetnosti, Beograd
Art finale Akademija umetnosti, Beograd
Godišnja izložba fotografija, Narodno pozorište, Beograd
Filmski festival, Vrnjačka Banja
Sloboda kretanja ili o putovanjima, BURA, Beograd

## Spoljašnje veze
- Tamara Antonović на веб-сајту  (језик: енглески)
- VICE/Foto: Tamara Antonović
- Style/svečano otvaranje serbia fashion week-a
- Telegraf/Evo šta sve možete da doživite ako ovog leta posetite Herceg Novi!Foto: Tamara Antonić